# Дуб голый
Дуб голый (лат. Quercus laevis) — вид растений из рода дубов семейства буковых (Fagaceae); эндемик юго-востока США.

## Описание

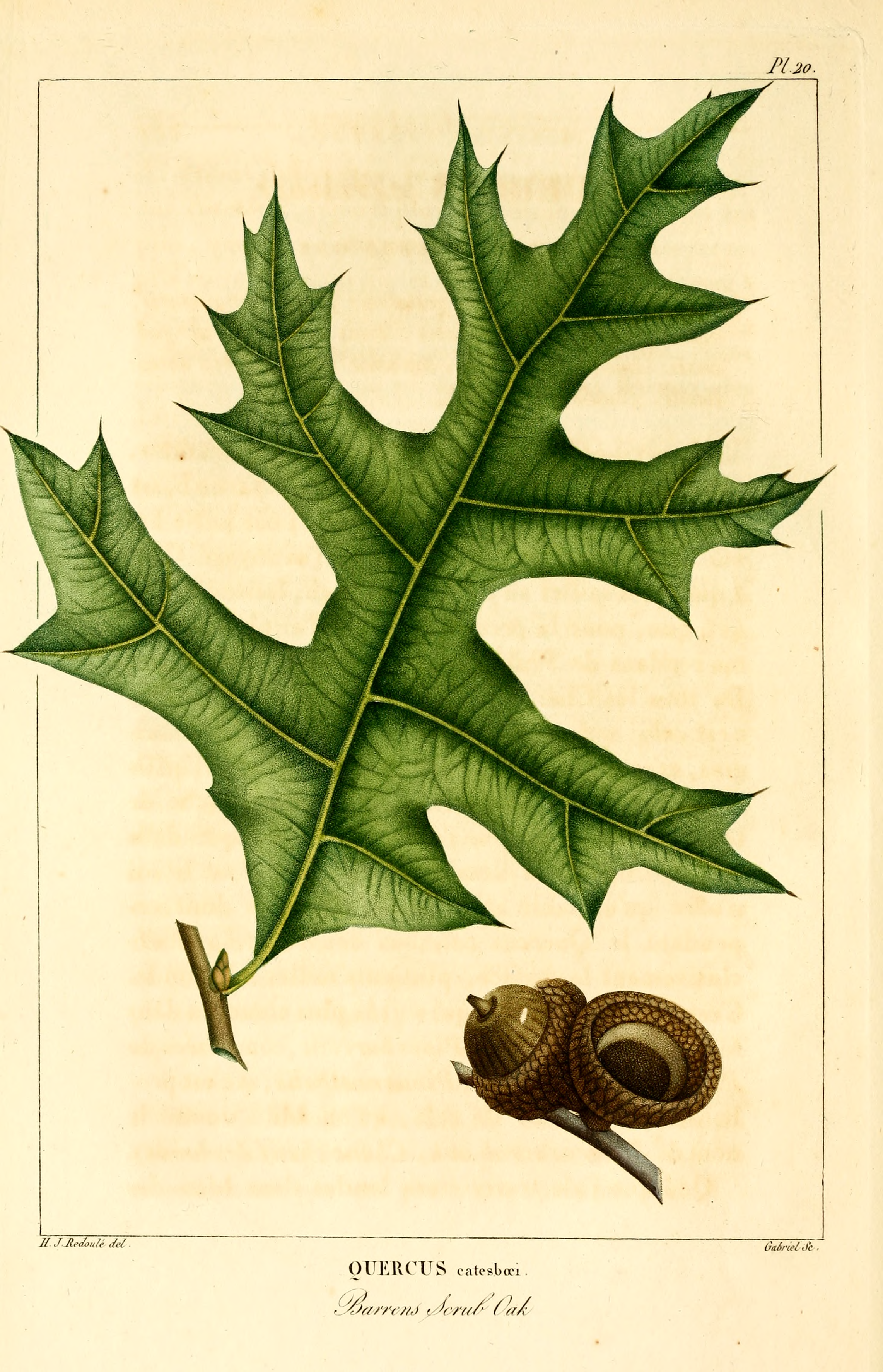
Quercus laevis. Ботаническая иллюстрация из книги Ф.-А. Мишо. Histoire des arbres forestiers de l’Amérique septentrionale…, 1812—1813

Это быстрорастущий листопадный куст или дерево, высотой 13—20 м, с неправильной раскидистой, округлой, открытой кроной кривых ветвей. Кора черноватая или синевато-серая, бороздчатая, толстая. Побеги тёмно-красно-коричневые с серыми точками. Листья 7—20 × 3—15 см, толстые, имеют 3—5(7) долек с каждой стороны, иногда зубчатые, центральная часть обычно с 3 зубами; основание клиновидное; верхушка заостренная; верх желтовато-зелёный; низ бледный с ржавыми волосками вдоль жил; черешок листа 0,5—2 см, голый, скрученный. Цветёт рано и до середины весны. Желудые двухлетние, коротконожковые; семядоли яйцевидные широко эллипсоидные, 17—28 × 12—18 мм, часто слабополосные, гладкие; плюска слегка бокаловидная, высотой 9—14 мм и 16—24 мм в ширину, поверхность её опушена, укрывает 1/3 жёлудя.

## Среда обитания
Эндемик юго-востока США: Алабама, Луизиана, Южная Каролина, Вирджиния, Джорджия, Северная Каролина, Флорида, Миссисипи.
Этот вид часто образует чистые древостои на сухих песчаных почвах горных хребтов и дюн. Q. laevis не переносит тени, но хорошо приспособлен к засухе и пожарам низкой интенсивности. Встречается на высотах от уровня моря до 150 м.

## Использование
Жёлуди этого вида дуба являются важным источником пищи для многочисленных диких животных. Этот дуб не ценен в качестве коммерческой древесины, но даёт хорошие дрова.

## Угрозы
Траснформация песчанолюбивых растительных сообществ в искусственные сосновые посадки требует удаления подлеска, часто включая Q. laevis. Кроме того, этот дуб восприимчив к Ceratocystis fagacearum и другим распространённым вредителям. Основной угрозой для Q. laevis является изменение климата.

## Галерея

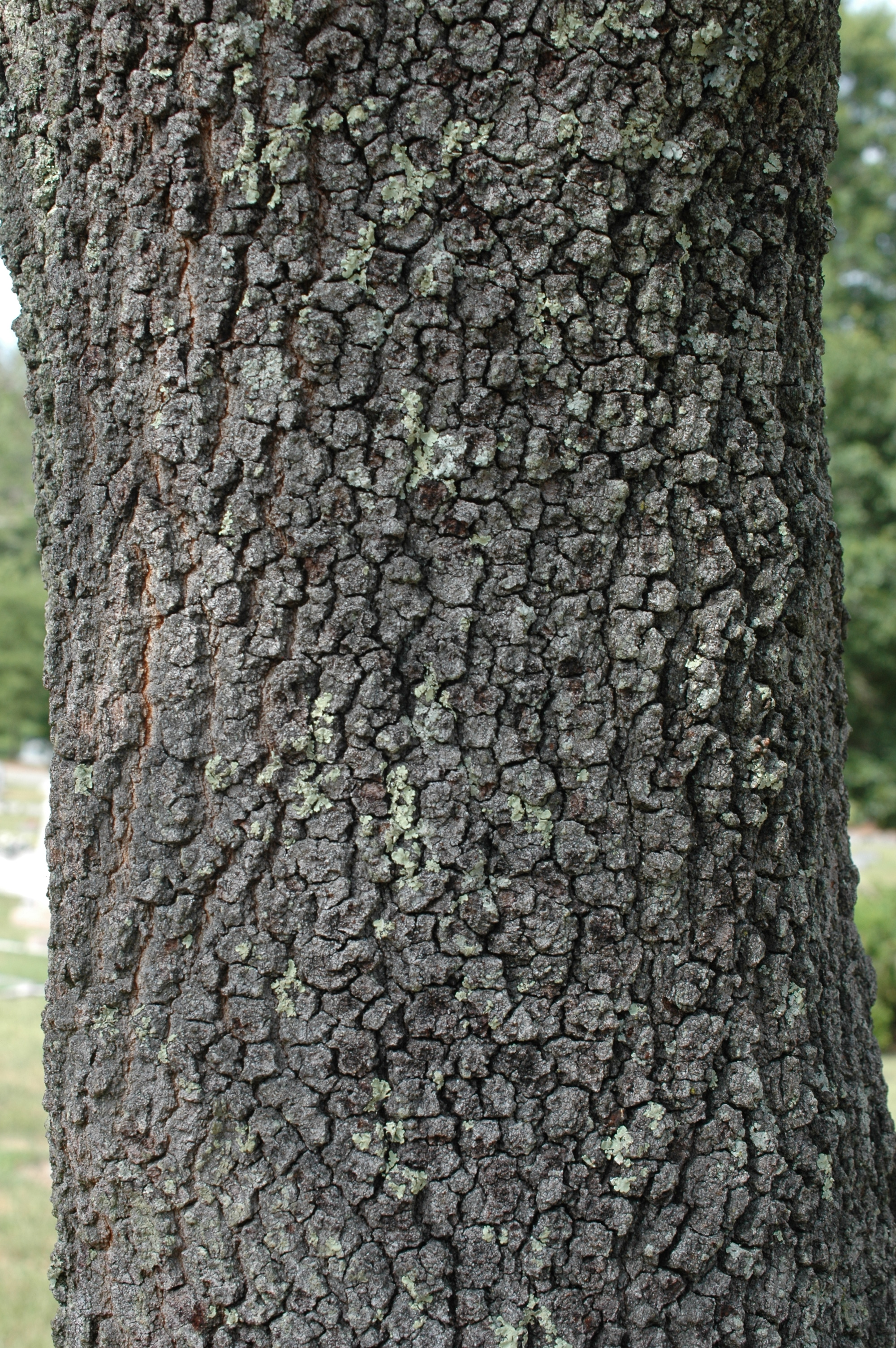
Кора ствола
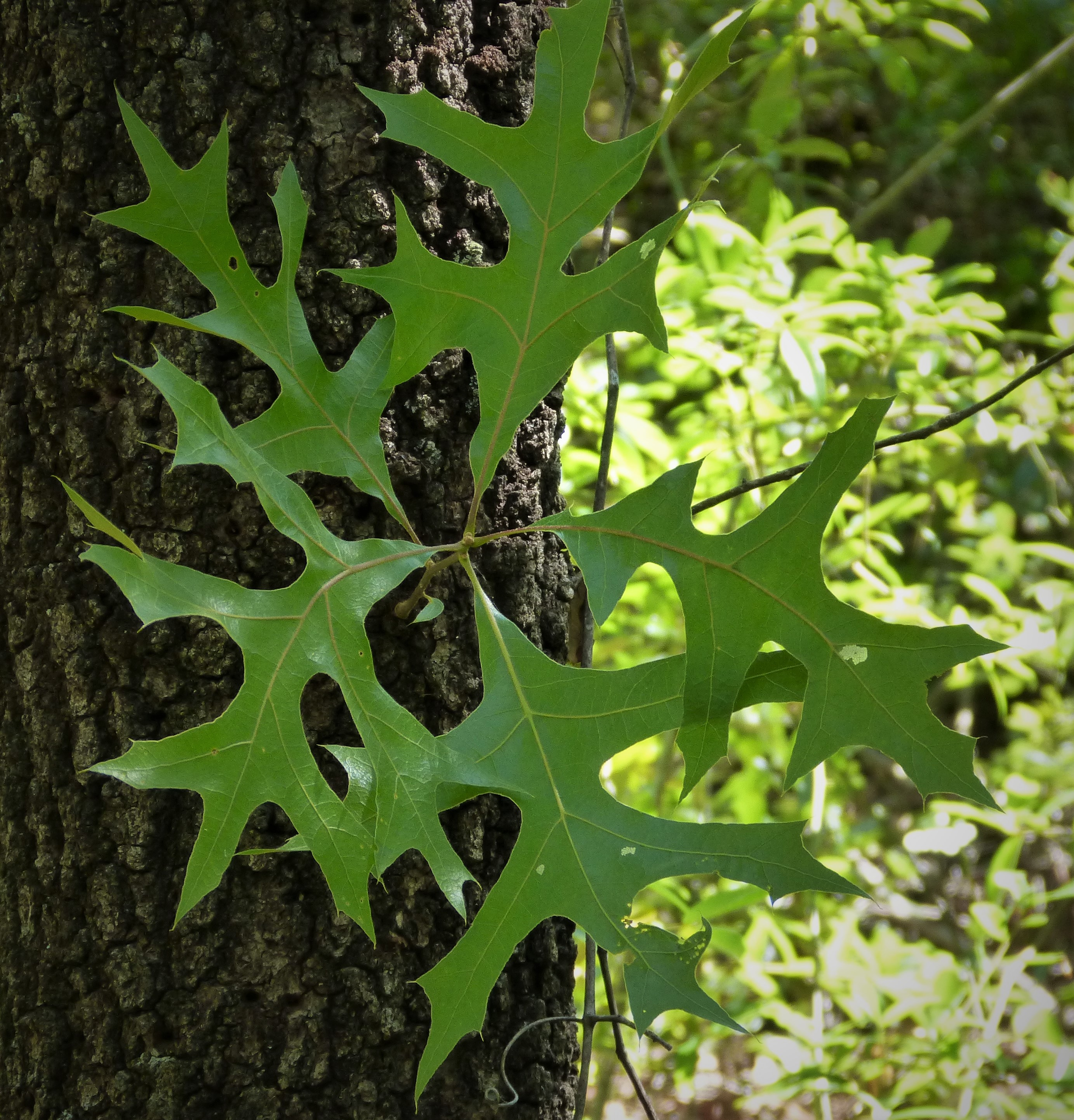
Побег с листьями
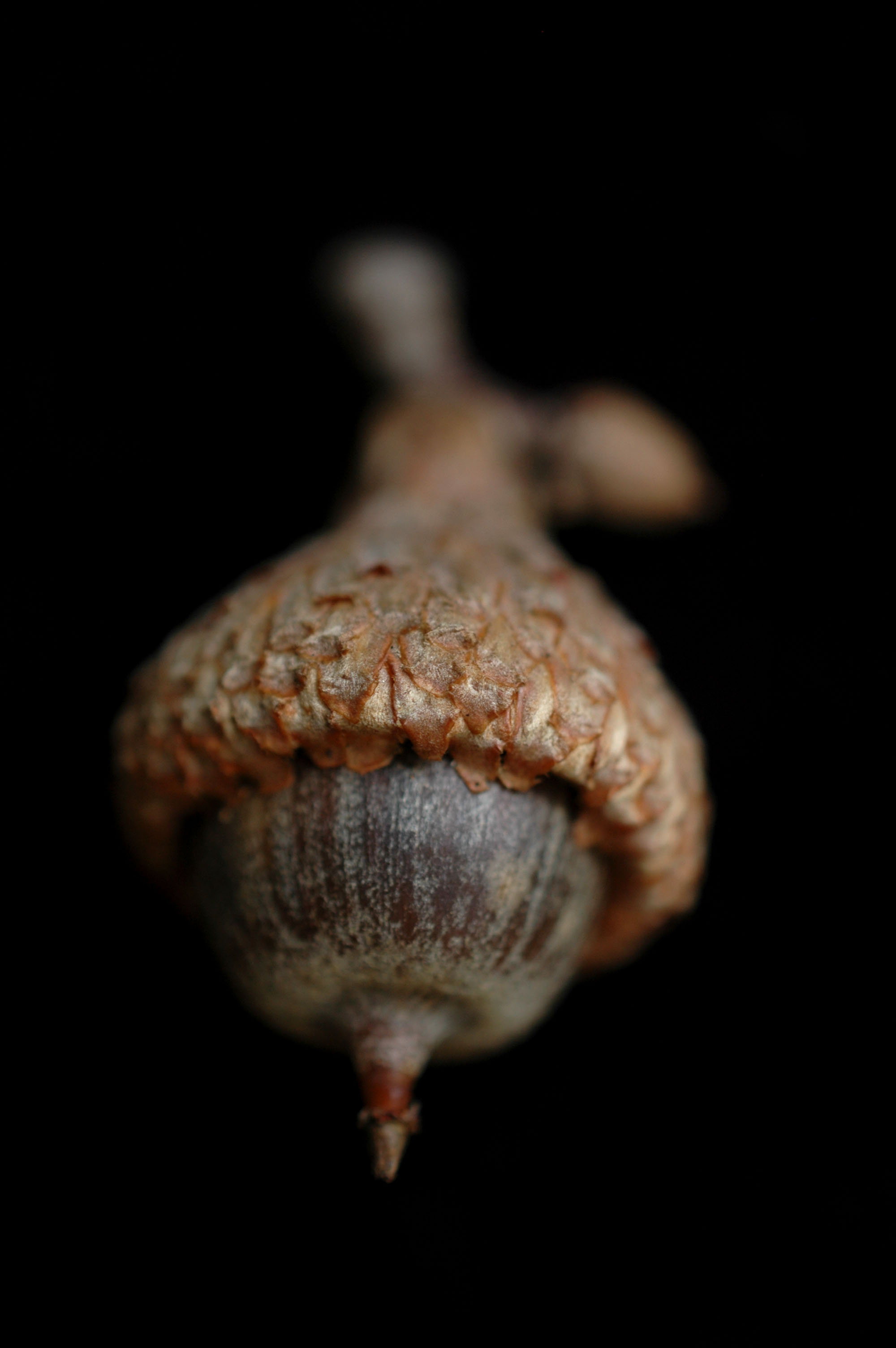
Жёлудь